# Streitkräfte Bhutans

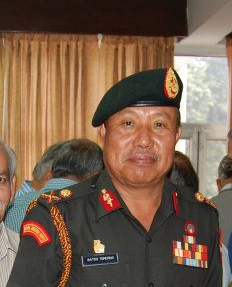
Generalmajor Batoo Tshering, Befehlshaber der Streitkräfte Bhutans

Die Streitkräfte Bhutans bilden das ca. 8000 Personen umfassende Militär des Königreichs Bhutan.

## Geschichte
Aufgrund des Einmarsches der chinesischen Volksbefreiungsarmee 1950 in Tibet entschloss sich das Land, eigene Streitkräfte aufzubauen. Nach dem chinesisch-indischen Grenzkrieg von 1962 begann die Ausbildung der Streitkräfte Bhutans. Im Dezember 2003 unternahm die bhutanische Armee unter der persönlichen Führung des Königs eine überraschende und erfolgreiche Mission zur militärischen Vertreibung der ULFA (United Liberation Front of Assam) und der Bodo-Kämpfer aus ihren illegalen Lagern im Südosten Bhutans.
Bhutan ist weiter auf die militärische Unterstützung Indiens angewiesen, so dass u. a. die Indian Air Force die Luftraumüberwachung für das Land übernimmt.

## Gliederung
Die Streitkräfte untergliedern sich in die Royal Bhutan Army (bhutanisch བསྟན་སྲུང་དམག་སྡེ་ Wylie bStan-srung dmag-sde), zu der die Royal Body Guards (Garde des Druk Gyalpos) und die Royal Bhutan Police gehören, die dem Nangsi Lhenkhag (Heimat- und Kulturministerium) unterstehen. Des Weiteren wird seit 1989 ein ergänzendes Milizsystem aufgebaut.
Aufgrund der Binnenlage des Landes verfügt es über keine Marine.

### Royal Bhutan Army
Die Royal Bhutan Army verfügt über 6000 Soldaten, von denen ca. 1000 bei den Royal Body Guards ihren Dienst versehen. Die Royal Body Guards gelten als der Eliteverband der Armee Bhutans.
An Ausrüstung stehen ihr überwiegend von Indien gespendetes Material zur Verfügung, unter anderem:
- IWI ACE[3]
- 81mm Mörser (33)
- BTR-60 Radschützenpanzer (27)[4]
- First Win gepanzerte Patrouillenfahrzeuge (15)
- Dornier Do-228
- Mil Mi-8 Hubschrauber[5]

### Royal Bhutan Police
Die Royal Bhutan Police mit Hauptquartier in Thimphu erfüllt nicht nur allgemeine Polizeiaufgaben, sondern ist auch für das Feuerwehr- und Gefängniswesen verantwortlich.